# Misión de Nuestra Señora de la Luz de Tancoyol
La Misión de Nuestra Señora de la Luz de Tancoyol es un conjunto arquitectónico mexicano ubicado en Jalpan de Serra, Querétaro. Está integrado por un convento y una iglesia, construidas en estilo churrigueresco por la orden Franciscana en el siglo XVIII. La misión se encuentra en el centro de la localidad de San Antonio Tancoyol y desde 2003 es considerada Patrimonio de la Humanidad por la Unesco como parte de las Misiones franciscanas de la Sierra Gorda de Querétaro.

## Historia
La misión de Nuestra Señora de la Luz de Tancoyol fue fundada en mayo de 1744 por el coronel José de Escandón. El edificio de la misión fue construido de 1761 a 1767 por fray Juan Ramos de Lora. El nombre «Tancoyol» proviene del idioma huasteco y significa «coyote». Fue la cuarta de las cinco misiones construidas en la Sierra Gorda por la Orden Franciscana.

## Estructura
La misión está integrada por un convento, una iglesia, un atrio, una puerta sacramental, una capilla abierta y capillas posas. Su fachada es considerada la más compleja de las cinco misiones franciscanas en la Sierra Gorda. En el primer cuerpo de la fachada aparecen representados San Pedro y San Pablo, así como el escudo de la Orden Franciscana, compuesto por el brazo de Cristo cruzado con el brazo de San Francisco de Asís. Al centro del segundo cuerpo se encuentra una hornacina vacía que originalmente era ocupada por una imagen de la Virgen María en su advocación de Nuestra Señora de la Luz. Junto a ella están San Joaquín y Santa Ana, padres de María. Encima de la horcina se encuentra una ventana coral que ocupa el centro de la fachada. En el tercer cuerpo se encuentra una imagen de San Roque, patrono de los enfermos de peste; y una estatua de San Francisco de Asís. Como remate de la fachada se colocó una gran cruz latina, al lado suyo está la Cruz de Calatrava y la Cruz de Jerusalén. La iglesia está construida con planta de cruz latina y tiene un coro y una sacristía.